# A New Dimension
A New Dimension es el segundo demo de la banda de black metal Darkthrone. Fue Lanzado a la venta en julio de 1988.

## Lista de canciones
1. Twilight Dimension 00:43
2. Snowfall 09:04

## Miembros
- Ivar - Guitarra líder
- Ted - Guitarra rítmica
- Dag - Bajo
- Gylve (Fenriz) - Batería